# Dryden (cràter)

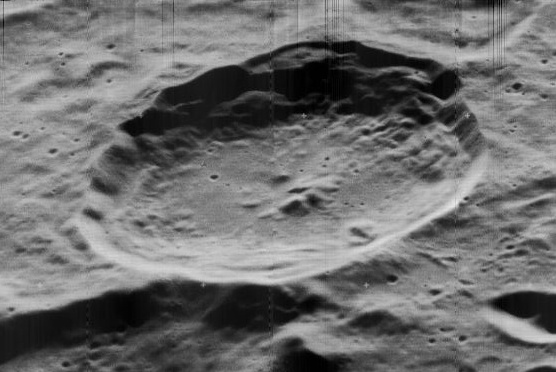
Imatge obliqua des de la Luna Orbiter 5

| Dryden és un cràter d'impacte que es troba a l'hemisferi sud de la cara oculta de la Lluna. Es troba dins de la gran plana emmurallada del cràter Apol·lo, i és un dels diversos elements situats dins d'aquesta conca que porta el nom de persones associades amb el Programa Apol·lo. El cràter Apol·lo en si posseeix un anell interior, i Dryden està unit a la part oest-nord-oest de les muntanyes de la formació circular. Al sud de Dryden i al llarg de la mateixa zona apareix el cràter Chaffee. El perímetre de Dryden forma un cercle distorsionat amb una forma irregular a causa de diversos petits sortints cap a l'exterior. El més notable d'ells es troba en el costat oriental, on la vora s'ha desplomat cap a l'interior. El brocal no està desgastat de manera significativa, i mostra una vora afilada. Està unit a la part exterior del sud-est de la cresta de l'anell interior d'Apol·lo. L'extensió cap al nord-est d'aquest anell no està ben definida, però sembla començar en la vora oriental. Gran part de la paret interior del cràter es compon d'una superfície interior lleugerament inclinada amb gran quantitat de materials solts al llarg de la part inferior, formant un anell al voltant de la plataforma interior. Lleugerament desplaçada al nord-est del punt mitjà presenta una formació de pic central. La resta de l'interior està marcat solament per alguns petits cràters. |

Per convenció, aquests elements són identificats als mapes lunars posant la lletra al costat del punt mitjà del cràter que està més prop de Dryden.
|        | \| Dryden \| Coordenades \| Diàmetre \| \| ------ \| -------------------------------------- \| -------- \| \| S \| 33° 48′ S, 158° 48′ O / 33.8°S,158.8°O \| 30 km \| \| T \| 32° 48′ S, 158° 36′ O / 32.8°S,158.6°O \| 35 km \| \| W \| 31° 00′ S, 158° 30′ O / 31.0°S,158.5°O \| 30 km \| |          |
| Dryden | Coordenades | Diàmetre |
| S      | 33° 48′ S, 158° 48′ O / 33.8°S,158.8°O | 30 km    |
| T      | 32° 48′ S, 158° 36′ O / 32.8°S,158.6°O | 35 km    |
| W      | 31° 00′ S, 158° 30′ O / 31.0°S,158.5°O | 30 km    |